# 塞皮
塞皮（法語：Cépie，法語發音：[sepi] ⓘ）是法国奥德省的一个市镇，位于该省中部，属于利穆区。

## 地理
塞皮（43°6'17"N, 2°14'41"E）面积6.61 平方千米，位于法国奧克西塔尼大區奥德省，该省份为法国南部沿海省份，北起塔恩省，西北接上加龙省，西接阿列日省，南至东比利牛斯省，东临地中海，东北与埃罗省接壤。
与塞皮接壤的市镇（或旧市镇、城区）包括：蒙克拉尔、皮约斯、波马、圣马丹-德维勒雷格朗。

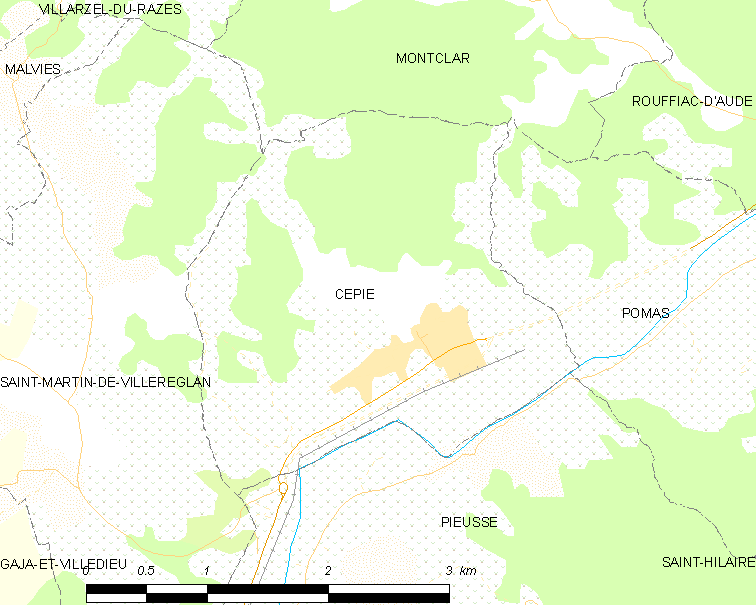
塞皮的OSM定位图

塞皮的时区为UTC+01:00、UTC+02:00（夏令时）。

## 行政
塞皮的邮政编码为11300，INSEE市镇编码为11090。

## 政治
塞皮所属的省级选区为利穆地区县。

## 人口

1962-2008年间塞皮人口变化图示

塞皮于2022年1月1日时的人口数量为603人。